# Ивени
Ивени (мкд. Ивени) су насеље у Северној Македонији, у јужном делу државе. Ивени припадају општини Новаци.

## Географија
Насеље Ивени је смештено у јужном делу Северне Македоније. Од најближег већег града, Битоља, насеље је удаљено 40 km источно.
Ивени се налазе у западном делу високопланинске области Маријово, као једно од најзабаченијих, али и етнички најчистијих делова православног словенског живља на тлу Македоније. Насеље је положено најугоисточним падинама Селечке планине. Северозападно од села издиже се главно било планине. Надморска висина насеља је приближно 980 метара.
Клима у насељу је планинска због знатне надморске висине.

## Становништво
Ивени су према последњем попису из 2002. године имали 5 становника. 
Претежно становништво по последњем попису су етнички Македонци (100%).
Већинска вероисповест је православље.